# Farooq Shah
Farooq Shah (Karachi, 19 ottobre 1985) è un ex calciatore pakistano, di ruolo centrocampista.